# Guillemina de Hessen-Darmstadt
Guillemina de Hessen-Darmstadt (en alemany Wilhelmina Luisa von Hessen-Darmstadt) va néixer a Prenzlau (Alemanya) el 25 de juny de 1755 i va morir a Sant Petersburg el 26 d'abril de 1776. Era una noble alemanya, la cinquena filla del landgravi Lluís IX (1719-1790 i de Carolina de Zweibrucken-Birkenfeld (1721-1774)
El 1773, l'emperadriu Caterina II de Rússia estava buscant una esposa adequada per al seu fill i va demanar ajuda al rei Frederic II de Prússia, el qual va pensar en les tres filles del landgravi de Hessen-Darmstadt, Guillemina, Amàlia i Lluïsa. De manera que s'organitzà un viatge a Rússia i Guillemina va ser escollida pel qui seria tsar de Rússia Pau I. El casament va tenir lloc el 29 de setembre de 1773, però abans Guillemina va haver de canviar de religió i de nom: va adoptar la religió ortodoxa amb el nom de Natalia Alexeievna.
Passats els primers mesos de matrimoni, van començar a sorgir problemes tant en la parella com en les relacions de Guillemina amb l'emperadriu. Guillemina va quedar embarassada, probablement del seu amant Andrei Razumovski, però el 15 d'abril de 1776, el nen va néixer mort i ella també va morir a conseqüència del part.